# Dracaena guianensis
Dracaena guianensis là một loài thằn lằn trong họ Teiidae. Loài này được Daudin mô tả khoa học đầu tiên năm 1802.
Loài thằn lằn này được tìm thấy ở miền bắc Nam Mỹ.

## Bề ngoài
Loài này có bề ngoài tương tự như người loài bà con của nó là tegu, với thân hình lớn và chân ngắn. Đầu đồ sộ và thường có màu đỏ hoặc cam. Hàm của chúng rất cơ bắp để giúp cho việc ăn thức ăn ốc sên, tôm và ngao nước ngọt. Loài này cũng có khả năng thích nghi giúp chúng trong môi trường sống nước của nó. Loài này có đuôi dài và phẳng. Đuôi dài giúp chúng bơi và lặn. Mí mắt thứ ba được cho là hoạt động như một cặp kính dưới nước.
Thân rất giống với loài cá sấu. Chúng thường là một màu xanh lá cây nhạt với dải màu xanh đậm nhẹ. Có những vảy dựng lên dọc theo lưng. Điều này giúp đỡ để cung cấp một số bảo vệ chống lại động vật ăn thịt.
Loài này có thể có chiều dài lên đến 1,2 m và cân nặng đến 4,5 kg.

## Phân bố và môi trường sống
Loài này có thể được tìm thấy ở các nước Brazil, Colombia, Ecuador, Peru, và Guianas. Nó sống trong môi trường sống đầm lầy và các khu rừng khác bị ngập lụt. Nó chủ yếu là thủy sản và là một nhà leo núi xuất sắc. Nó dành hầu hết thời gian của nó dựa vào các nhánh cây lượn lờn đường thủy để nếu có vấn đề nảy sinh, nó sẽ nhanh chóng rơi vào sự an toàn của nước.
Số lượng loài này trong hoang dã này không được biết. Hiện vẫn chưa có nghiên cứu về chúng trong môi trường sống tự nhiên của chúng. Phần lớn những gì chúng ta biết về chúng đến từ các cá thể nuôi trong vườn thú và hồ cá, cũng như trong nhà những người nuôi chúng.

## Hình ảnh

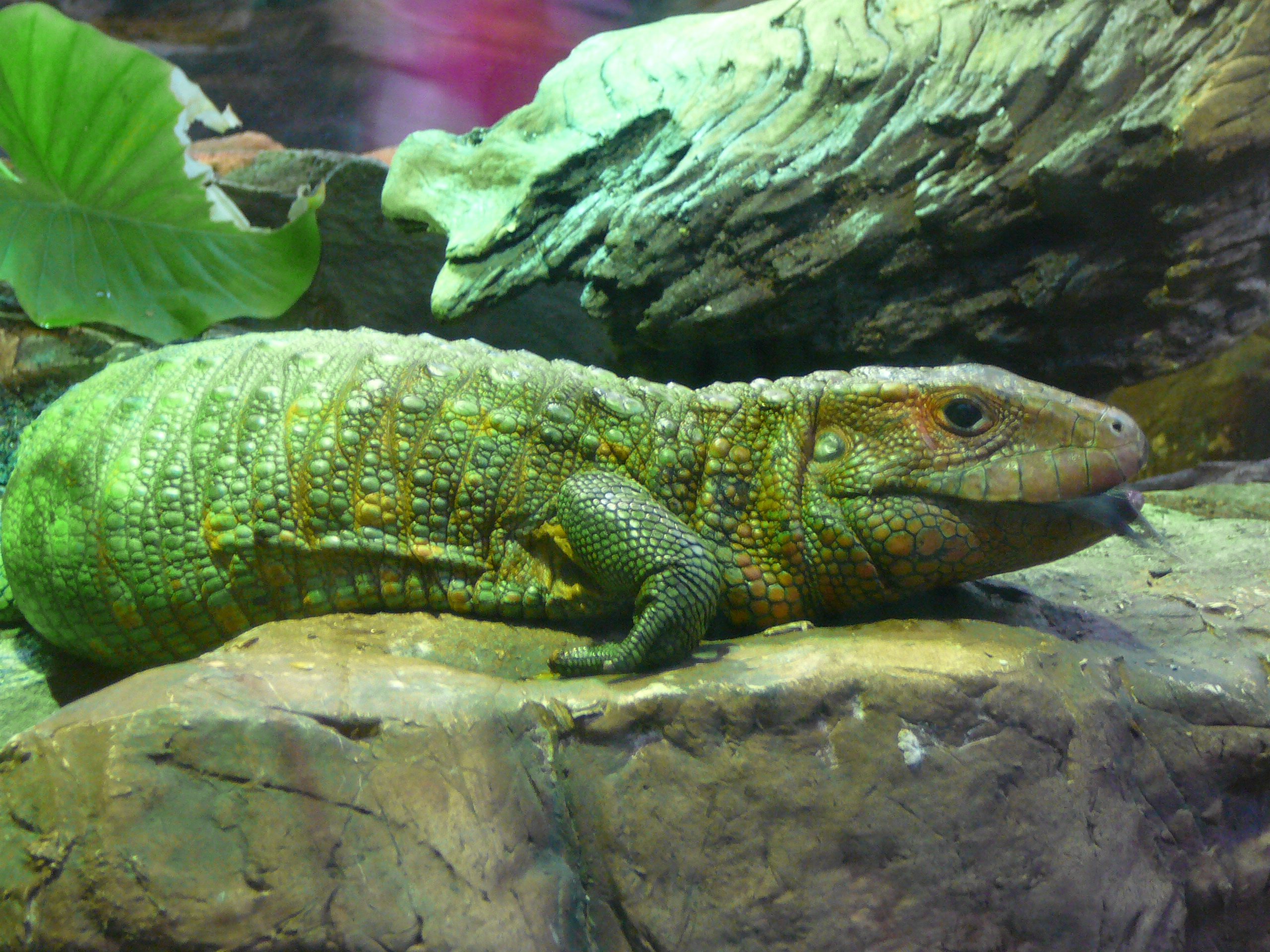
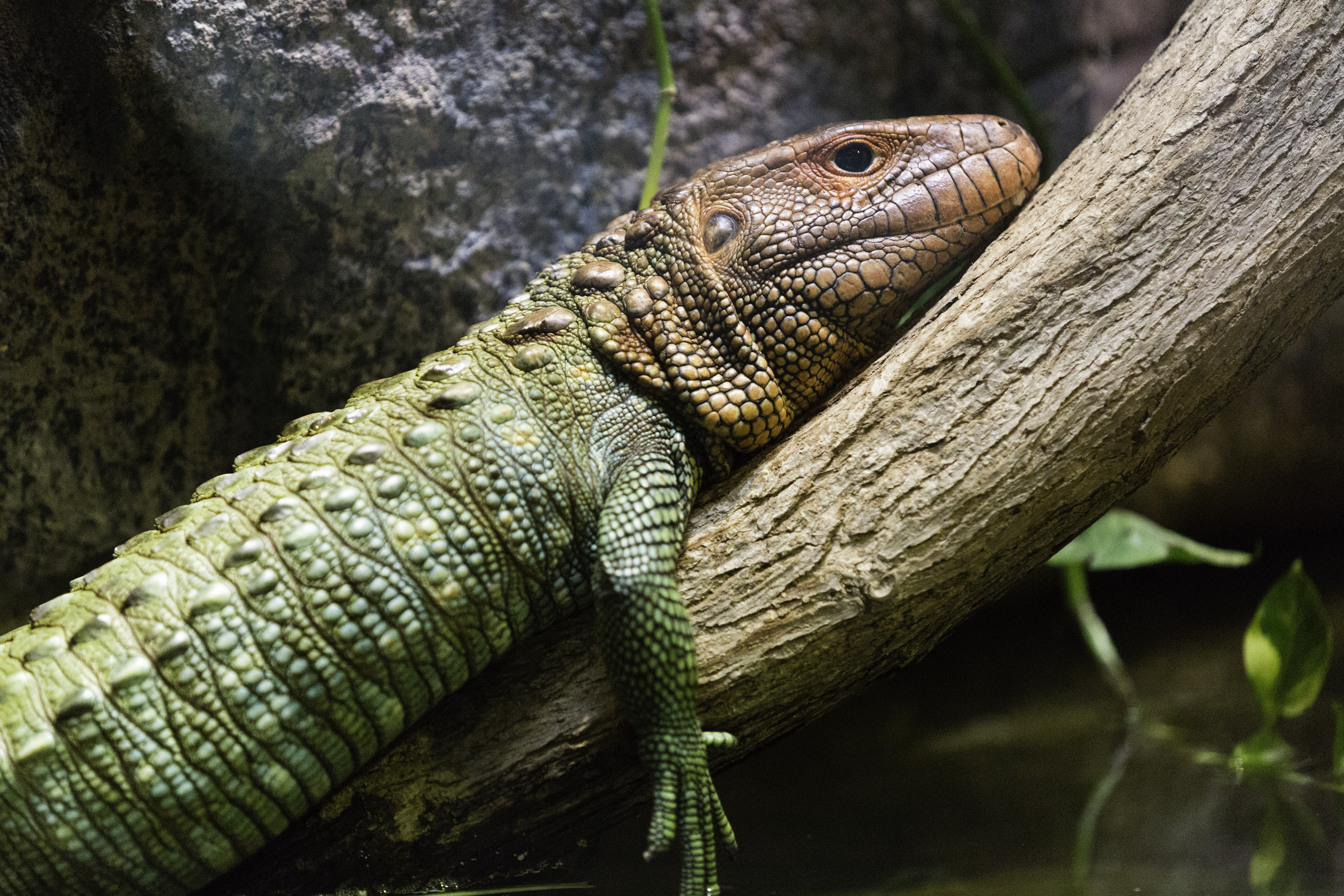
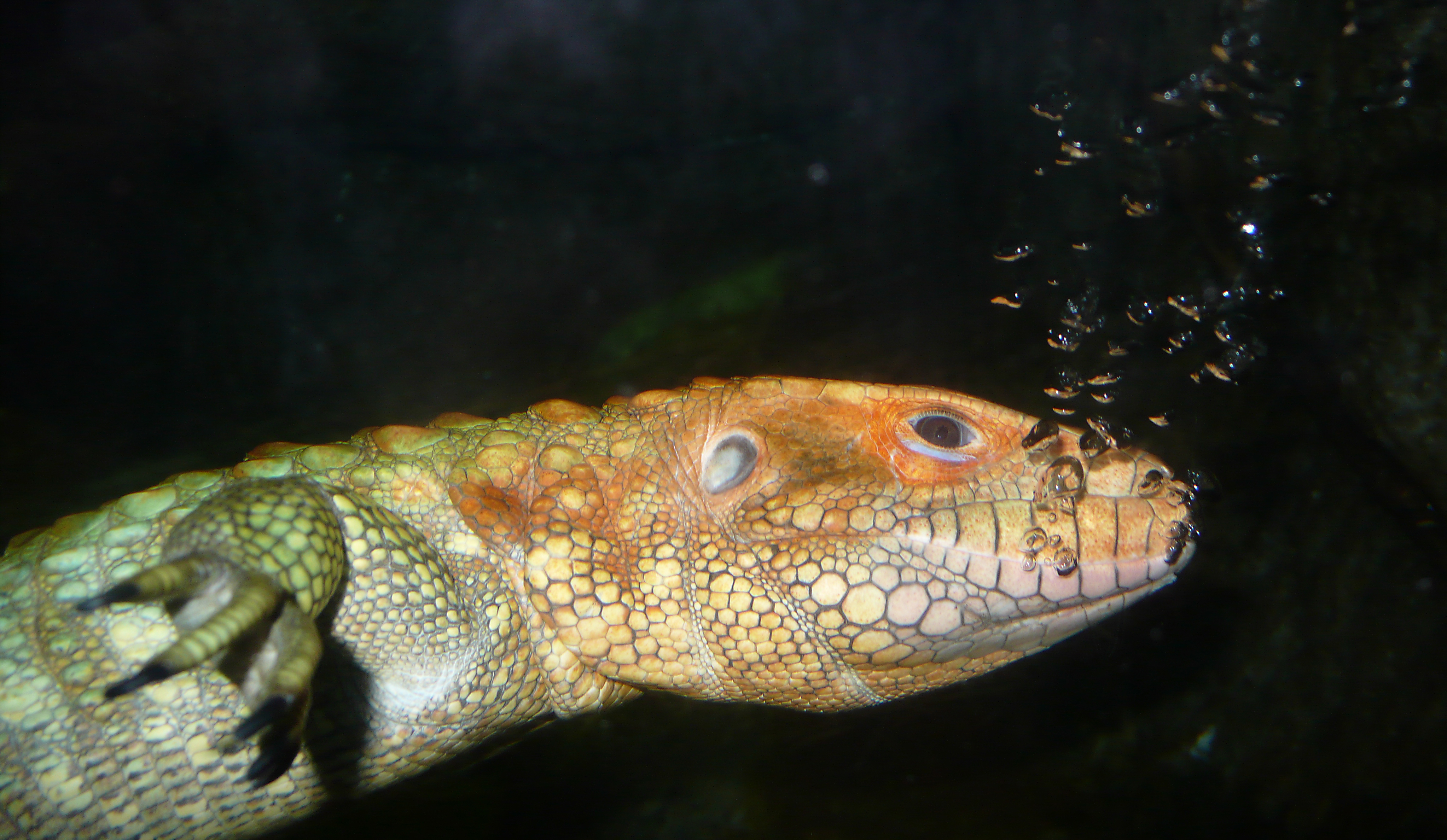
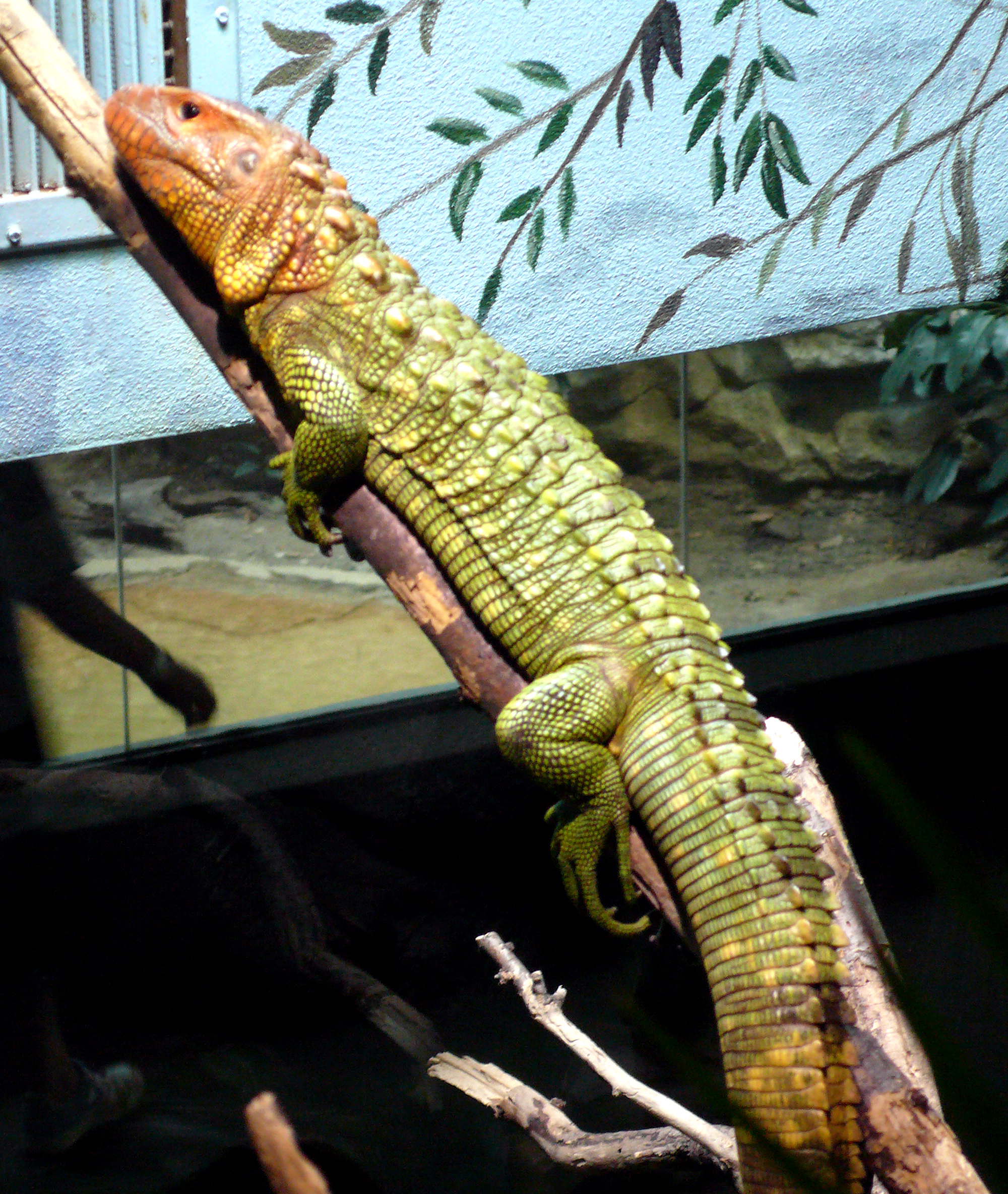
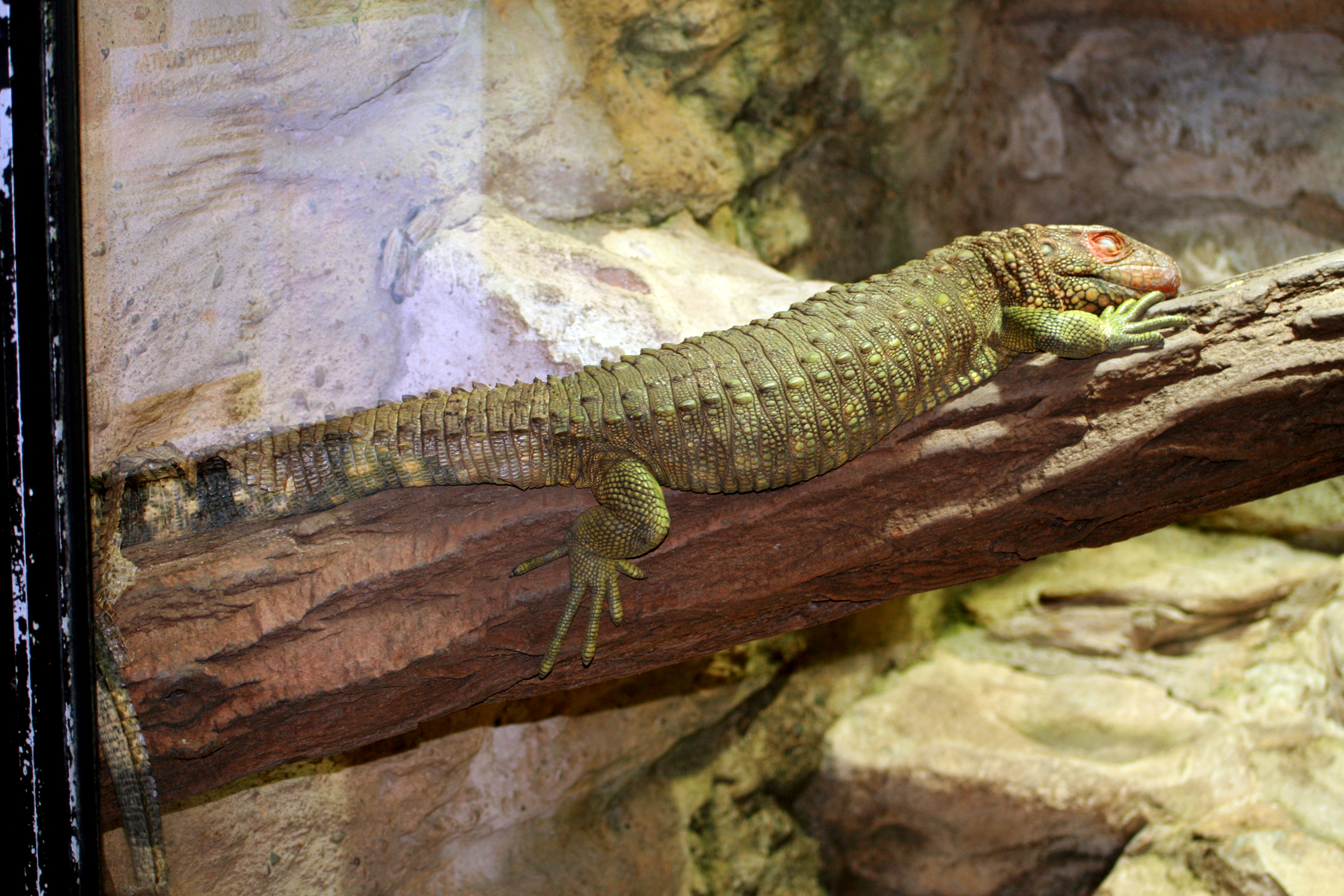
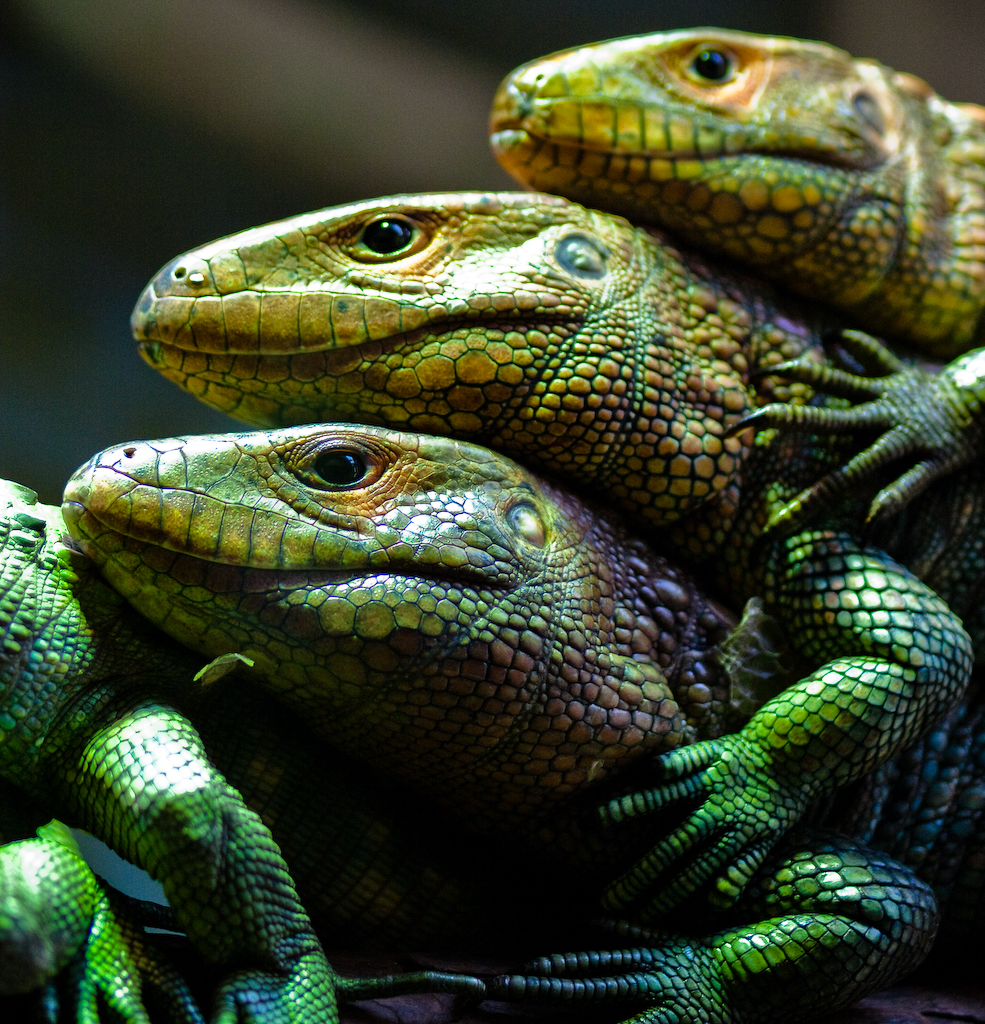